# Hypelate trifoliata
Hypelate trifoliata là một loài thực vật có hoa trong họ Bồ hòn. Loài này được Sw. mô tả khoa học đầu tiên năm 1788.